# SpotHero
SpotHero — маркетплейс парковок, который объединяет водителей, желающих зарезервировать и оплатить парковочные места, и владельцев парковок, гаражей. Мобильное приложение и веб-сайт доступны более чем в 300 городах США и Канады. Компания базируется в Чикаго, штат Иллинойс.

## История
SpotHero была основана Марком Лоуренсом и Джереми Смитом в Чикаго в 2011 году, и вскоре к компании присоединился соучредитель Ларри Кисс. Компания начинала как рынок одноранговых парковок, где люди могли сдавать в аренду свои собственные парковочные места, прежде чем расширить платформу для партнёрства с парковочными компаниями и гаражами.
В декабре 2012 года SpotHero привлекла 2,5 миллиона долларов венчурного капитала от Battery Ventures, 500 Startups, Bullet Time, e.Ventures, OCA Ventures, New World Ventures, Lightbank и Draper Associates (в то время она обслуживала только Милуоки и Чикаго). В июне 2014 года SpotHero привлекла дополнительные 4,5 миллиона долларов финансирования и объявила о новых членах совета директоров — Майк Гэмсон из LinkedIn, Сэм Яган из Match.com и венчурный капиталист Сэм Гурен. В 2015 году компания привлекла $20 млн в рамках серии B и дополнительные 30 миллионов долларов в раунде серии C в июле 2017 года. В сентябре 2018 года компания привлекла дополнительно 10 миллионов долларов, в результате чего общая сумма привлечённых средств с момента запуска составила 68 миллионов долларов. В августе 2019 года SpotHero объявила о получении 50 миллионов долларов в виде финансирования серии D под руководством Macquarie Capital, в результате чего общий объём финансирования компании достиг 118 миллионов долларов.
В период с 2011 по 2013 год компания расширилась с 5 сотрудников до 22, выросла до семи бизнес-рынков (Чикаго, Нью-Йорк, Вашингтон, округ Колумбия, Бостон, Балтимор, Ньюарк и Милуоки) и открыла офис в Нью-Йорке. К августу 2015 года SpotHero обслуживала ещё 5 городов: Денвер, Миннеаполис, Новый Орлеан, Филадельфию и Сан-Франциско. В июле 2016 года компания расширилась до Лос-Анджелеса, а в январе 2017 года добавила ещё 13 городов, включая Остин, Индианаполис, Майами и Сан-Диего. В 2020 году компания была признана пятнадцатой по величине частной потребительской торговой площадкой. По состоянию на ноябрь 2020 года компания обслуживает более 300 городов Северной Америки с сетью из более чем 7000 гаражей.
SpotHero for Business был запущен в марте 2017 года как сервис, ориентированный на бизнес, с функциями и инструментами для оплаты, управления и организации расходов на парковку. Компания также запустила бесплатную платформу для разработчиков, чтобы помочь предприятиям интегрировать резервирование парковки в свои приложения. В мае 2017 года SpotHero объявила о партнёрстве с WageWorks. В марте 2019 года SpotHero заключил партнёрское соглашение с транспортным приложением Moovit, чтобы предложить водителям возможность просматривать и бронировать внеуличные парковки возле транспортных станций в Сан-Франциско, чтобы уменьшить заторы на дорогах. В июне 2019 года сообщалось, что SpotHero сотрудничает с Waze, программным приложением для GPS-навигации, принадлежащим Google, чтобы связать их навигацию и парковку в единый пользовательский интерфейс.
В начале 2020 года компания запустила SpotHero IQ, продукт динамического ценообразования, позволяющий операторам гаражей и парковок корректировать цены на основе данных в реальном времени.